# La Certosa di Parma (film)
La certosa di Parma è un film del 1948 diretto da Christian-Jaque, tratto dal romanzo omonimo di Stendhal.

## Trama
Ducato di Parma, 1820. Dapprima arruolatosi nell'armata napoleonica e partecipe alla battaglia di Waterloo, il marchese Fabrizio del Dongo trascorre cinque anni a Napoli, in seminario. Egli, quindi, si reca a Parma ospite della zia, la duchessa di San Severino che, avendo abbandonato l'amante, il conte Mosca, non intende accettare il corteggiamento del principe Ernesto IV: è evidente la sua segreta passione per il giovane, che ella protegge. Nel frattempo, Fabrizio viene arrestato per un duello, imprigionato, per poi venir condannato a venti anni di carcere. Riceve spesso visite in cella da parte della bellissima Clelia Conti, figlia del governatore della prigione. Aiutata anche dalla devota San Severino, Clelia riesce a far evadere Fabrizio. Per impedire la loro unione, il padre costringe allora la figlia a sposare un ricco nobiluomo. Fabrizio, rifugiatosi in Piemonte, viene a conoscenza di ciò che era successo in sua assenza a Parma, vi fa ritorno e viene nuovamente arrestato. La zia, per salvarlo, si concede al principe Ernesto, che di lì a poco viene assassinato. Fabrizio, che era già stato liberato, si ritira nella Certosa di Parma mentre Clelia rimane col ricco marito.

## Produzione
La pellicola è frutto di una co-produzione italo-francese, ed è stata girata per gli interni negli stabilimenti romani di Cinecittà e per esterni a Milano e Como.

## Distribuzione
Il film venne distribuito nel circuito cinematografico italiano il 21 febbraio del 1948.
In Francia il film arrivò nelle sale il 21 maggio del 1948 con il titolo La Chartreuse de Parme.

## Accoglienza
Il film ebbe un grande successo di pubblico sia in Italia, dove incassò 166.000.000 di lire dell'epoca, che in Francia dove fu il maggiore incasso del 1948, con ben 6.151.922 spettatori paganti.